# Nieves Navarro

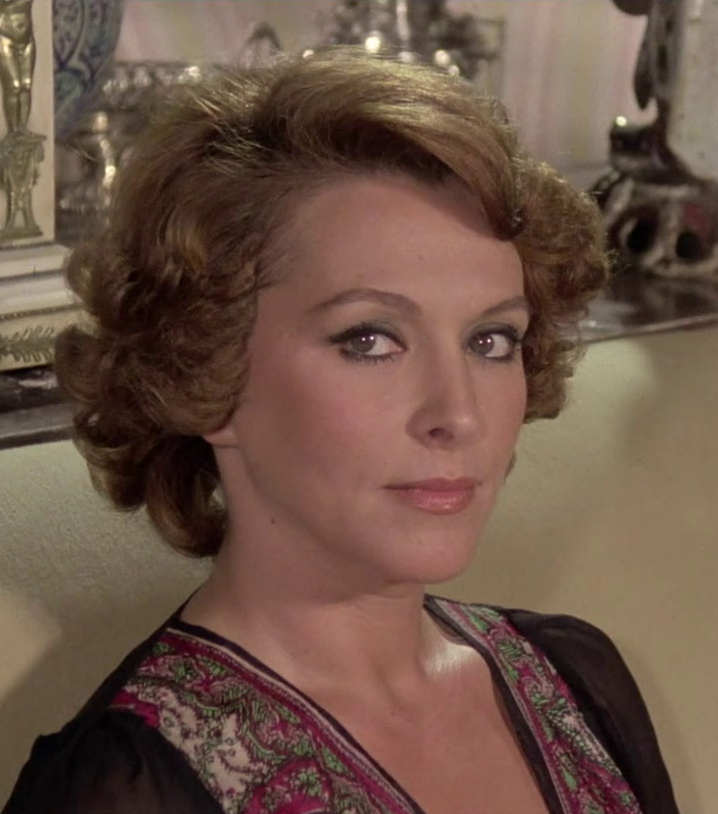
Scenă din filmul Il vizio di famiglia (1975)

Nieves Navarro (de fapt Nieves Navarro García, cunoscută și sub numele de Susan Scott; n. 10 noiembrie 1938, Almería, Andaluzia, Spania) este o actriță spaniolă.  

## Biografie
S-a născut în Almería la sfârșitul celei de-a doua republici spaniole. Mai târziu, s-a mutat cu familia în Barcelona, de unde era mama ei. A început ca model de reclamă și modă și a devenit faimoasă datorită unei reclame la televiziune, după care va lucra la un post de televiziune spaniolă.
Munca sa în cinematograf a avut loc în spaghetti western-urile care erau filmate în mod regulat în Almería. Navarro s-a căsătorit cu producătorul și regizorul italian Luciano Ercoli și s-a stabilit în Italia, unde și-a petrecut cea mai mare parte a carierei. Acesta a dus-o la filme din genul giallo și cinematografia erotică italiană, genuri în care s-a remarcat ca o mare vedetă, cu mari succese precum saga Emmanuelle și filmul Il Medico... La Studentessa.
În anii 1980 a încercat să revină în cinematografia spaniolă cu titluri precum Dulce piel de mujer (Miele di donna, 1981), alături de Fernando Rey, dar fără succesul scontat.
S-a întors în Spania, stabilindu-se la Barcelona împreună cu soțul ei. Navarro a participat la programul de televiziune spaniolă Cine de barrio, prezentat de José Manuel Parada. Acolo l-a cunoscut pe cântărețul Peret (împreună au jucat în filmul din 1969 Dragoste și viteză, programat cu acea ocazie] și a vorbit despre cariera ei de model și actriță. Împreună cu soțul ei, ea a participat la un spectacol omagiu adus genului giallo desfășurat la Barcelona.

## Filmografie selectivă
- 1965 Toto al Arabiei (Totò d'Arabia), regia José Antonio de la Loma
- 1965 Un pistol pentru Ringo (Una pistola per Ringo), regia Duccio Tessari
- 1965 Întoarcerea lui Ringo (Il ritorno di Ringo), regia Duccio Tessari
- 1966 Kiss Kiss... Bang Bang, regia Duccio Tessari
- 1966 Ce noapte, băieți! (Che notte, ragazzi!), regia Giorgio Capitani
- 1966 La resa dei conti, regia Sergio Sollima
- 1967 I lunghi giorni della vendetta, regia Florestano Vancini
- 1967 El Rojo, regia Leopoldo Savona
- 1969 Amarsi male, regia Fernando Di Leo
- 1969 Dragoste și viteză (Amor a todo gas), regia Ramón Torrado
- 1969 I ragazzi del massacro, regia Fernando Di Leo
- 1969 Paria (Le paria), regia Claude Carliez
- 1970 Le foto proibite di una signora per bene, regia Luciano Ercoli
- 1970 Una nuvola di polvere... un grido di morte... arriva Sartana, regia Giuliano Carnimeo
- 1971 Indio Black, sai che ti dico: Sei un gran figlio di..., regia Gianfranco Parolini
- 1971 Agente Howard: 7 minuti per morire (Siete minutos para morir), regia Ramón Fernández
- 1971 La morte cammina con i tacchi alti, regia Luciano Ercoli
- 1972 Toate culorile întunericului (Tutti i colori del buio), regia Sergio Martino
- 1972 Rivelazioni di un maniaco sessuale al capo della squadra mobile, regia Roberto Bianchi Montero
- 1972 Hai sbagliato... dovevi uccidermi subito!, regia Mario Bianchi
- 1972 La morte accarezza a mezzanotte, regia Luciano Ercoli
- 1973 Troppo rischio per un uomo solo, regia Luciano Ercoli
- 1973 Passi di danza su una lama di rasoio, regia Maurizio Pradeaux
- 1974 Chi ha rubato il tesoro dello scià?, regia Guido Leoni
- 1974 Il giudice e la minorenne, regia Franco Nucci
- 1975 Los hijos de Scaramouche, regia George Martin
- 1975 Viciul familiei (Il vizio di famiglia), regia Mariano Laurenti
- 1976 Il medico... la studentessa, regia Silvio Amadio
- 1976 C'è una spia nel mio letto, regia Luigi Petrini
- 1976 Velluto nero, regia Brunello Rondi
- 1977 La bidonata, regia Luciano Ercoli
- 1977 Emanuelle e gli ultimi cannibali, regia Joe D'Amato
- 1978 Emanuelle e Lolita, regia Henri Sala
- 1978 Cugine mie, regia Marcello Avallone
- 1979 Candide Lolita, regia Henri Sala
- 1979 L'infermiera nella corsia dei militari, regia Mariano Laurenti
- 1980 Orgasmo nero, regia Joe D'Amato
- 1981 La moglie in bianco... l'amante al pepe regia Michele Massimo Tarantini
- 1981 Miele di donna, regia Gianfranco Angelucci
- 1983 El fascista, doña Pura y el follón de la escultura, regia Joaquín Coll Espona
- 1989 Fiori di zucca, regia Stefano Pomilia
- 1989 Casa di piacere, regia Alex Damiano